# Бэлэнуцэ, Леопольдина
Леопольдина Бэлэнуцэ (англ. Leopoldina Bălănuță; 10 декабря 1934, Пэунешти, Королевство Румыния, ныне жудец Вранча Румыния — 14 или 15 октября 1998, Бухарест, Румыния) — румынская актриса
 театра, кино, телевидения и дубляжа.

## Биография
Родилась в семье православного священника. В 1957 году окончила Институт театрального и кинематографического искусства им. Караджале в Бухаресте (мастерская Мариэтты Садовой и Марселя Ангелеску). В том же году дебютировала на сцене Национального театра в Бухаресте.
Играла в пьесах «Анна Каренина» Л. Толстого, «Мать» М. Горького,
«Медея» Еврипида, «Вишнёвый сад» Чехова, «Бедные люди» Ф. Достоевского,
«Мартин Иден» Дж. Лондона, «Ночь игуаны» Т. Уильямса, «Двое на качелях» У. Гиббсона, «Птица Шекспир» Д. Попеску и др.
Снялась в более 20 фильмах.
Была замужем за румынским актёром Митикэ Попеску.
Умерла от перитонита кишечника.

## Избранная фильмография
- 1991 — Дуб / Balanţa
- 1982 — Любовь всего дороже / Mult mai de pret e iubirea
- 1981 — Знак змеи / Semnul sarpelui
- 1979 — Мгновение / Clipa
- 1979 — Воспоминания старого комода / Bietul Ioanide
- 1974 — Дух золота / Duhul aurului
- 1967 — Даки — Меда (озвучание)
- 1967 — Катастрофа на Чёрной горе / Subteranul Ирина (дубляж — Нинель Пянтковская)
- 1963 — Морской кот / Pisica de mare — Ливия Грогорян (озвучивание Нина Гребешкова)

## Награды
- 1967 — Орден «За заслуги перед культурой»[рум.] IV степени (Румыния)
- 1997 — Премия UNITER «Premiul de Excelenta»